# Eugen Topolnik
Eugen Topolnik (Tuzla, 9. siječnja 1912., Zagreb, 15. rujna 2014.) je hrvatski doktor veterinarskih znanosti i akademik.
Redoviti je član Hrvatske akademije znanosti i umjetnosti.